# Leptobatopsis caudator
Leptobatopsis caudator là một loài tò vò trong họ Ichneumonidae.